# Racines (Italia)
Racines (IPA: /raˈʧines/; in tedesco Ratschings) è un comune italiano di 4 682 abitanti della provincia autonoma di Bolzano, in Trentino-Alto Adige.

## Geografia fisica
Il comune si estende nella valle di Racines e nella val Ridanna, percorsa dall'omonimo fiume.

## Origini del nome
Il toponimo è attestato come "Rasine" nel periodo storico compreso tra il 1050 e il 1070 e si ritiene abbia origine preromana, ma è stata anche ipotizzata una derivazione dal termine latino "runcare", ossia "dissodare il terreno". Dopo l'annessione del 1919 e fino al 1923 si chiamò "Racignes". La sua forma in tedesco è "Ratschings".

## Storia
Il comune di Racines nacque dalla fusione dei comuni preesistenti di Mareta, Racines, Ridanna, Telves e Val Giovo avvenuta con regio decreto n. 781 del 28 marzo 1929.

### Simboli
Lo stemma è stato adottato il 10 luglio 1969. L'insegna è simile a quella della famiglia nobile Wolf von Mareit, ma con i colori invertiti. La blasonatura è la seguente:

## Monumenti e luoghi d'interesse

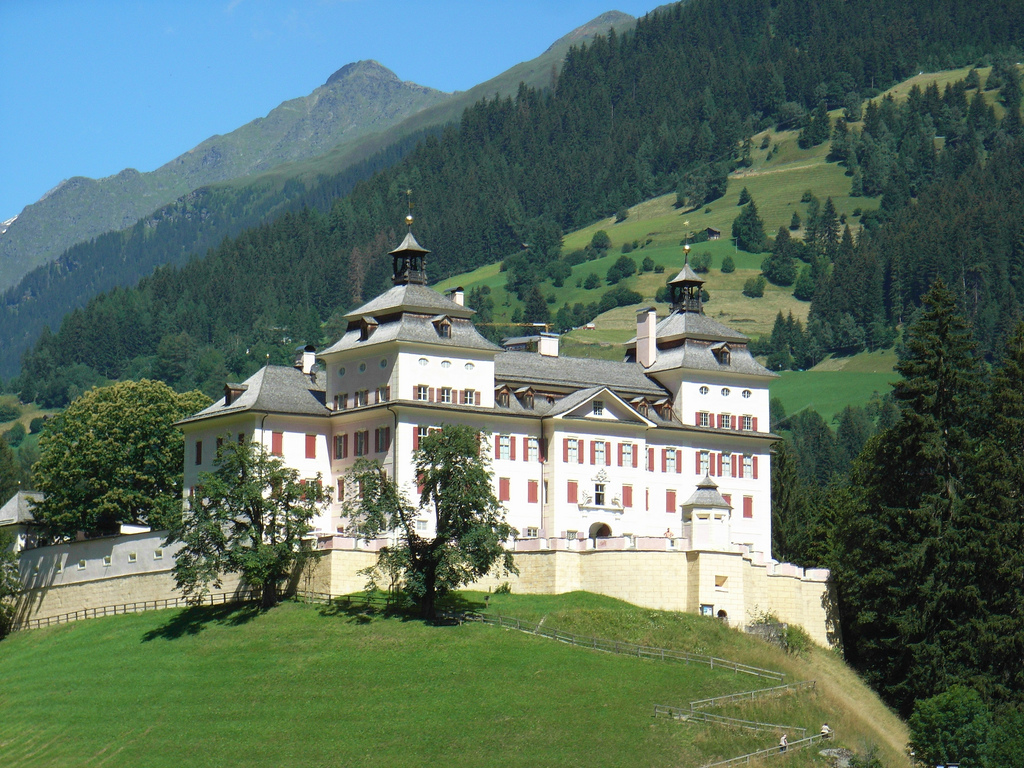
Castel Wolfsthurn

### Architetture religiose
- Chiesa di San Giuseppe, nella frazione di Ridanna[15];
- Chiesa di San Pancrazio, nella frazione di Mareta[16];
- Chiesa di San Vito, nella frazione di Telves[17];
- Chiesa di Sant'Andrea Apostolo, in località Colle[18].

### Architetture militari
- Castel Reifenegg, nella frazione di Racines di Fuori[19];
- Castel Wolfsthurn, nella frazione di Mareta[20].

### Altro
- Cascate di Stanghe, tra la valle di Racines e la val Ridanna[21];
- Museo provinciale delle miniere, dislocato nella frazione di Ridanna e nelle località di Masseria e Monteneve[4].

## Società

### Ripartizione linguistica
I dati dell'Istituto provinciale di statistica rilevano al dicembre 2024 che il 96,65% della popolazione di Racines è madrelingua tedesca, il 3,21% madrelingua italiana e lo 0,14% madrelingua ladina.

### Evoluzione demografica
Abitanti censiti

## Cultura

### Istruzione
Scuole
In paese sono presenti sette scuole elementari statali nelle frazioni e località di Bichl, Casateia, Mareta, Mittertal, Racines di Fuori, Ridanna e Telves, facenti parte della circoscrizione scolastica tedesca del comune confinante di Vipiteno.

## Geografia antropica

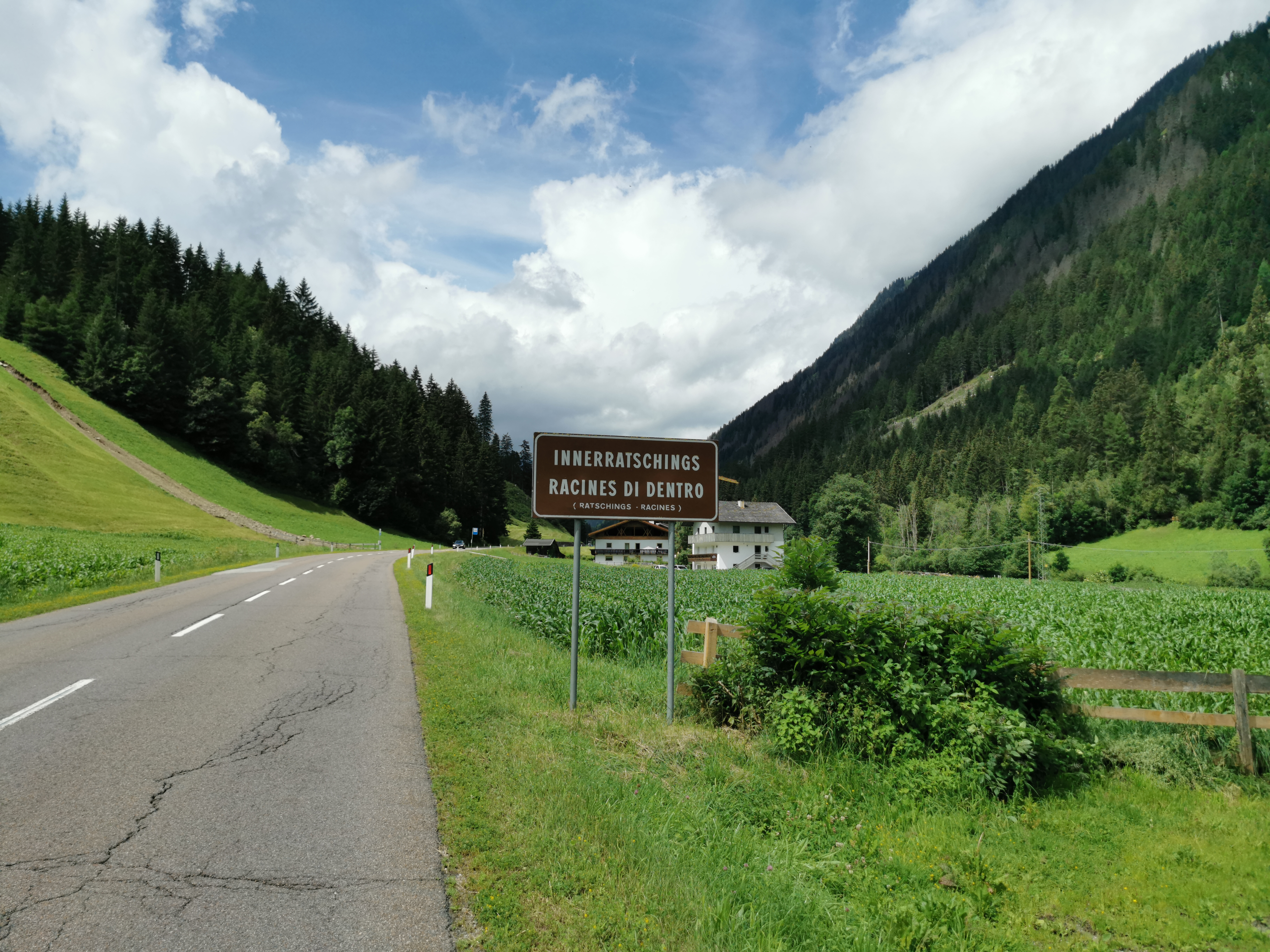
Cartellonistica d'ingresso della frazione di Racines di Dentro (Ratschings)

### Frazioni
Casateia (Gasteig), Mareta (Mareit), Racines di Dentro (Ratschings), Racines di Fuori (Stange), Ridanna (Ridnaun), Telves (Telfes), Valgiovo (Jaufental).

## Economia

### Artigianato
Sviluppato è l'artigianato, volto alla produzione di arredamenti tipici campagnoli e mobili d'arte.

### Turismo
Racines fa parte del consorzio Perle delle Alpi (Alpine Pearls) per il suo impegno a favorire la mobilità dolce e il turismo sostenibile.

## Amministrazione
| Periodo        | Periodo        | Primo cittadino      | Partito                | Carica  | Note   |
| -------------- | -------------- | -------------------- | ---------------------- | ------- | ------ |
| 1948           | 1952           | Friedrich Gschließer | Südtiroler Volkspartei | Sindaco | [ 27 ] |
| 1952           | 1960           | Johann Klotz         | Südtiroler Volkspartei | Sindaco | [ 27 ] |
| 1960           | 1964           | Karl Gitzl           | Südtiroler Volkspartei | Sindaco | [ 27 ] |
| 1964           | 1969           | Max Siller           | Südtiroler Volkspartei | Sindaco | [ 27 ] |
| 1969           | 4 marzo 1991   | Johann Klotz         | Südtiroler Volkspartei | Sindaco | [ 1 ]  |
| 4 marzo 1991   | 17 maggio 2010 | Leopold Siller       | Südtiroler Volkspartei | Sindaco | [ 1 ]  |
| 17 maggio 2010 | in carica      | Sebastian Helfer     | Südtiroler Volkspartei | Sindaco | [ 1 ]  |

## Sport
A monte della frazione di Ridanna è posta la stazione sciistica di Racines per la pratica delle discipline sciistiche invernali.